# Filmkritikusok Nemzetközi Szövetsége
A Filmkritikusok Nemzetközi Szövetsége (franciául Fédération Internationale de la Presse Cinématographique, angolul International Federation of Film Critics, közismert mozaikszóval: FIPRESCI) a filmkritikusok és filmújságírók nemzeti szervezeteinek szövetsége „a filmkultúra népszerűsítése és fejlesztése, valamint a szakmai érdekek védelme érdekében”. A müncheni székhelyű szervezetet 1930-ban alapították Brüsszelben. Jelenleg mintegy 50 országból több mint 400 tagja van. Magyarországot a szövetségben a MÚOSZ Film- és Tévékritikusi Szakosztály képviseli.

## A szervezet díjai
A jelentősebb nemzetközi filmfesztiválokon (mint például a cannes-i fesztivál, vagy a Velencei Mostra) a szervezet tagjaiból álló zsűri rendszeresen ítél oda díjat a vállalkozó szellemű, kezdeményező filmkészítőknek.
1999 óta az év legjobb filmjét Nagydíjjal jutalmazzák, melyet azért hoztak létre, hogy támogassák a legmerészebb, legeredetibb és legszemélyesebb filmeket. Tagjai szavazásának eredményeként a díjat a társalapító San Sebastián-i Nemzetközi Filmfesztivál (Spanyolország) megnyitóján adják át.
2005 óta a szervezet hivatalos honlapján internetes filmmagazint is fenntartanak „Undercurrent” címmel, melyet Chris Fujiwara filmkritikus szerkeszt.

### FIPRESCI Nagydíj
| Év   | Magyar címe                | Eredeti címe                  | Rendező                        | Ország                                         |
| ---- | -------------------------- | ----------------------------- | ------------------------------ | ---------------------------------------------- |
| 1999 | Mindent anyámról           | Todo sobre mi madre           | Pedro Almodóvar                | Spanyolország Franciaország                    |
| 2000 | Magnólia                   | Magnolia                      | Paul Thomas Anderson           | Amerikai Egyesült Államok                      |
| 2001 | A kör                      | Dayereh                       | Dzsafar Panahi                 | Irán Svájc Olaszország                         |
| 2002 | A múlt nélküli ember       | Mies vailla menneisyyttä      | Aki Kaurismäki                 | Finnország Németország Franciaország           |
| 2003 | Messze                     | Uzak                          | Nuri Bilge Ceylan              | Törökország                                    |
| 2004 | A mi zenénk                | Notre musique                 | Jean-Luc Godard                | Franciaország Svájc                            |
| 2005 | Bin-jip – Lopakodó lelkek  | Bin-jip                       | Kim Gidok (김기덕, Kim Ki-duk) | Dél-Korea Japán                                |
| 2006 | Volver                     | Volver                        | Pedro Almodóvar                | Spanyolország                                  |
| 2007 | 4 hónap, 3 hét, 2 nap      | 4 luni, 3 săptămâni şi 2 zile | Cristian Mungiu                | Románia                                        |
| 2008 | Vérző olaj                 | There Will Be Blood           | Paul Thomas Anderson           | Amerikai Egyesült Államok                      |
| 2009 | A fehér szalag             | Das weiße Band                | Michael Haneke                 | Ausztria Franciaország Németország Olaszország |
| 2010 | Szellemíró                 | The Ghost Writer              | Roman Polański                 | Franciaország Németország Egyesült Királyság   |
| 2011 | Az élet fája               | The Tree of Life              | Terrence Malick                | Amerikai Egyesült Államok                      |
| 2012 | Szerelem                   | Amour                         | Michael Haneke                 | Ausztria Franciaország Németország             |
| 2013 | Adèle élete – 1–2. fejezet | La vie d'Adèle                | Abdellatif Kechiche            | Franciaország                                  |
| 2014 | Sráckor                    | Boyhood                       | Richard Linklater              | Amerikai Egyesült Államok                      |
| 2015 | Mad Max – A harag útja     | Mad Max: Fury Road            | George Miller                  | Ausztrália, Amerikai Egyesült Államok          |
| 2016 | Toni Erdmann               | Toni Erdmann                  | Maren Ade                      | Németország, Ausztria                          |
| 2017 | A remény másik oldala      | Toivon tuolla puolen          | Aki Kaurismäki                 | Finnország, Németország                        |
| 2018 | Fantomszál                 | Phantom Thread                | Paul Thomas Anderson           | Amerikai Egyesült Államok                      |
| 2019 | Roma                       | Roma                          | Alfonso Cuarón                 | Mexikó                                         |
| 2020 | Nem osztották ki.          | Nem osztották ki.             | Nem osztották ki.              | Nem osztották ki.                              |
| 2021 | A nomádok földje           | Nomadland                     | Chloé Zhao                     | Amerikai Egyesült Államok                      |
| 2022 | Vezess helyettem           | Drive my car                  | Hamagucsi Rjúszuke             | Japán                                          |
| 2023 | Hulló levelek              | Les Feuilles mortes           | Aki Kaurismäki                 | Finnország                                     |
| 2024 | Szegény párák              | Poor Things                   | Jórgosz Lánthimosz             | Egyesült Királyság Írország                    |